# Pančice – V řekách
Pančice – V řekách je přírodní památka převážně na území Ratiborovy Lhoty (s drobnými přesahy do katastrů Mičovice a Třebanice) poblíž městyse Lhenice v okrese Prachatice. Chráněné území se rozkládá asi tři čtvrtě kilometru východně od vesnice Ratiborova Lhota, kde zaujímá pravý břeh potoka Melhutky a část přilehlé, k západu obrácené stráně. Přírodní památku na katastrálním území Míčovice, Ratiborova Lhota a Třebanice spravuje Krajský úřad Jihočeského kraje.

## Předmět ochrany
Důvodem ochrany jsou vlhké louky s bohatým výskytem bledule jarní. 